# Mesjapyx
Mesjapyx es un género de Diplura en la familia Japygidae.

## Especies
- Mesjapyx afrinus Silvestri, 1948
- Mesjapyx immsi (Silvestri, 1931)
- Mesjapyx silvestris (Carpenter, 1916)